# (9325) Stonehenge
Pour les articles homonymes, voir Stonehenge (homonymie).
(9325) Stonehenge est un astéroïde de la ceinture principale découvert le 3 avril 1989 par l'astronome belge Éric Elst. Sa désignation provisoire était 1989 GG4.
Il porte le nom du grand monument mégalithique anglais Stonehenge.